# Джакс
Майор Дже́ксон Бриггс (англ. Major Jackson Briggs, чаще всего просто Джакс, англ. Jax, также иногда упоминается как Джакс Бриггс) — персонаж из вселенной Mortal Kombat, созданной Эдом Буном и Джоном Тобиасом. Начиная с дебюта в Mortal Kombat II, в качестве игрового персонажа, где Джакс был представлен физически внушительным бойцом спецназа армии США, по званию выше, чем Соня Блейд, он появляется почти в каждой последующей части серии. К тому же, именно Джакс был главным героем спин-оффа в приключенческой игре Mortal Kombat: Special Forces, и одним из одиннадцати персонажей, представляющих серию в кроссовере Mortal Kombat vs. DC Universe. Наиболее характерной отличительной особенностью персонажа стали его бионические руки, которые появились в Mortal Kombat 3, хотя Джакса уже можно было найти на аркадных автоматах с играми серии до выхода консольных версий.

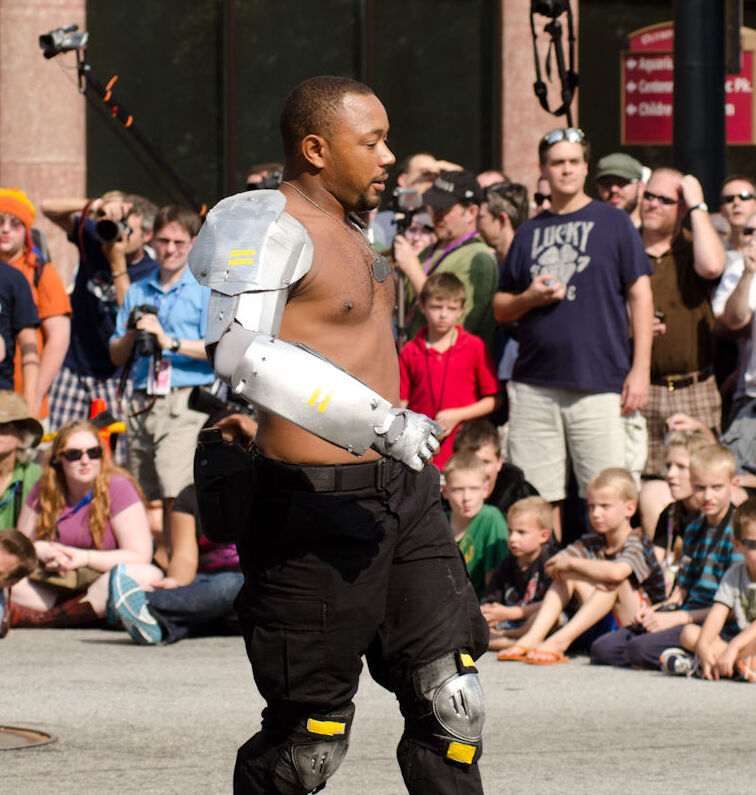
Косплей

Джакс занимает особое место в рамках медиафраншизы Mortal Kombat, кроме видеоигр он появляется в обоих художественных фильмах, комиксах, мультсериале 1996 года «Смертельная битва: Защитники Земли», веб-сериале «Смертельная битва: Наследие» и среди официальных товаров серии. Общие и критические отзывы о персонаже были главным образом положительными, но реакции на его добивания и другие приёмы расположились от отрицательных до смешанных.

## Появления

### В играх
Майор Джексон Бриггс, называемый Джаксом, хронологически впервые появляется в приключенческой игре 2000 года Mortal Kombat: Special Forces, где пытается остановить Кано и его банду «Чёрный Дракон» (англ. Black Dragon), и предотвратить кражу артефакта, способного открывать порталы в иные миры. Первое появление Джакса в игровой серии произошло в Mortal Kombat II (1993), где его миссией было найти партнёра по спецназу, лейтенанта Соню Блейд, которая пропала без вести во Внешнем Мире, пытаясь задержать Кано. Хотя он преуспевает в том, чтобы спасти Соню, однако Кано всё-таки удаётся сбежать. Когда в игре Mortal Kombat 3 (1995) Шао Кан вторгается в Земное Царство, Джакс оказывается среди избранных воинов Райдэна, души которых были спасены, и готовится к битве, оснащая руки бионическими имплантатами. После того, как Шао Кан заявил о своих претензиях на Землю, Джакс и Соня создают «Агентство по исследованию Внешнего Мира» (англ. Outerworld Investigation Agency), специализируясь на изучении с нанесением на карту других измерений, а также уничтожении межпространственных порталов, которые могут привести к Земле.
В Mortal Kombat 4 (1997), Джакс и Соня задерживают одного из членов «Чёрного Дракона», Джарека, и в довершении всего, объединяют свои усилия с другими воинами Земного Царства, чтобы остановить Шиннока и его армию тьмы из Преисподней. После гибели Шиннока Джакс замечает на краю утёса Соню, пытавшуюся задержать Джарека. После того, как Джарек сбрасывает Соню с утёса, Джакс нападает на него и подвешивает над обрывом. Джарек тщетно умоляет о пощаде, прежде чем Джакс сбрасывает его. Возвращаясь в Земное Царство, Джакс и Соня находят в пустыне работающего со сбоями Сайракса, и доставляют киборга Лин Куэй (англ. Lin Kuei) к главному офису «Агентства по исследованию Внешнего Мира», где восстанавливают его человеческие файлы и вербуют в качестве агента спецназа.
В Mortal Kombat: Deadly Alliance (2002), к рядам Сони и Джакса присоединяется слепой фехтовальщик Кенши, однако их подземное устройство «Агентства по исследованию Внешнего Мира» уничтожил Сюй Хао, разоблачивший себя, чтобы вступить в ряды членов клана «Красный Дракон» (англ. Red Dragon), непримиримых соперников «Чёрного Дракона». Когда Сюй Хао позднее был отправлен Mавадо, лидером «Красного Дракона» с целью уничтожения Шан Цзуна, Джакс перехватывает его по пути ко дворцу колдуна, а потом убивает и самого Mавадо, вырывая имплантат искусственного сердца. Впоследствии Джакс как и все его союзники — Соня, Китана, Кун Лао и Джонни Кейдж, погибли в битве против «Смертоносного союза» двух колдунов Шан Цзуна и Куан Чи, однако были возрождены в качестве рабов заключительным боссом игры Королём Драконов Онагой. Джакс не играбелен в Mortal Kombat: Deception (2004), хотя играет второстепенную роль в основной сюжетной линии, когда Эрмак и дух Лю Кана нарушают управление сознанием Джакса и его товарищей. В Mortal Kombat: Armageddon (2006) Соня поручает ему найти выживших после уничтожения военного корабля, управляемого Сектором клана Текунин (англ. Tekunin), однако сам Джакс вместе с возглавляемым им отрядом попадает в плен. Джакс — один из одиннадцати бойцов, представляющих серию в кроссовере 2008 года Mortal Kombat vs. DC Universe, имеет собственную главу в режиме истории игры, а его биография подтверждает основную сюжетную линию Mortal Kombat 3, когда он был оснащён металлическими руками, готовясь к битве на стороне защитников Земного Царства, после чего сформировалось «Агентство по исследованию Внешнего Мира». Однако из его неканонического окончания следует дальнейшая механизация тела для увеличения собственной мощи за счёт снижения личных человеческих качеств.
Джакс появляется на шаолиньском турнире в игре Mortal Kombat 2011 года, перезапускающей серию, начиная с выхода первых трёх частей. Он принимает активное участие в ликвидации банды «Чёрный Дракон», и они вместе с Соней преуспевают в том, чтобы захватить многие тайники с оружием. Когда выяснилось, что их главный осведомитель Кано, на самом деле оказался высокопоставленным членом организации, Джакс и Соня сосредоточивают усилия на его задержании, после гибели товарищей в устроенных бандитами засадах, что впоследствии приводит их к турниру «Смертельная битва». Джакс был схвачен и заключён в тюрьму на острове Шан Цзуна, вследствие чего Соня вынуждена участвовать в турнире, чтобы сохранить ему жизнь. Райдэн позднее позволяет Соне освободить тяжелораненого Джакса, но Шан Цзун уничтожает их транспорт и скручивает на острове. Райдэн вновь появляется, чтобы излечить раны Джакса, который также как и Соня осознаёт и о его постоянном присутствии, и о их важной миссии в защите Земного Царства вместе с другими избранными воинами. После заключительной победы Лю Кана над Шан Цзуном Соня остаётся пленницей во Внешнем Мире, прежде чем её спасает Джакс, который не принимает участие во втором турнире, поскольку его руки физически стёрты в конфронтации с Эрмаком, и он отправляется обратно в Земное Царство за медицинской помощью. В пересказанных событиях Mortal Kombat 3, Соня и Джакс — оснащённый кибернетическими руками — воссоединяются с другими земными воинами, чтобы вместе противостоять Шао Кану, однако большинство из них вскоре уничтожила Синдел. В то время как Соне удалось спастись, Джакс оказался среди мёртвых, которых оживил Куан Чи.
Джакс возвращается как играбельный персонаж в Mortal Kombat X (2015), где в режиме истории впервые появляется как враг, поскольку в период повествования первой главы его сознание контролирует Куан Чи. После того как его воскресил Райдэн, Джакс увольняется с должности агента спецназа (травмированный с того времени, когда он был одним из слуг Куан Чи), женится на женщине по имени Вера и становится фермером. Игра также показывает его взрослую дочь Джеки, состоящую в спецназе во главе с Кэсси Кейдж, дочерью Сони и Джонни Кейджа. Джакс не хотел, чтобы Джеки присоединялась к спецназу из-за его прошлой травмы, но в итоге, так или иначе она уже решила для себя, после того как он наконец восстановился. Именно Джаксу Сарина и Кенши поручают захватить Куан Чи в Преисподней, чтобы колдун оживил их друзей. Джакс теряет большинство своих людей в битве, но вскоре захватывает Куан Чи, и транспортирует его в Земное Царство.

#### Дизайн

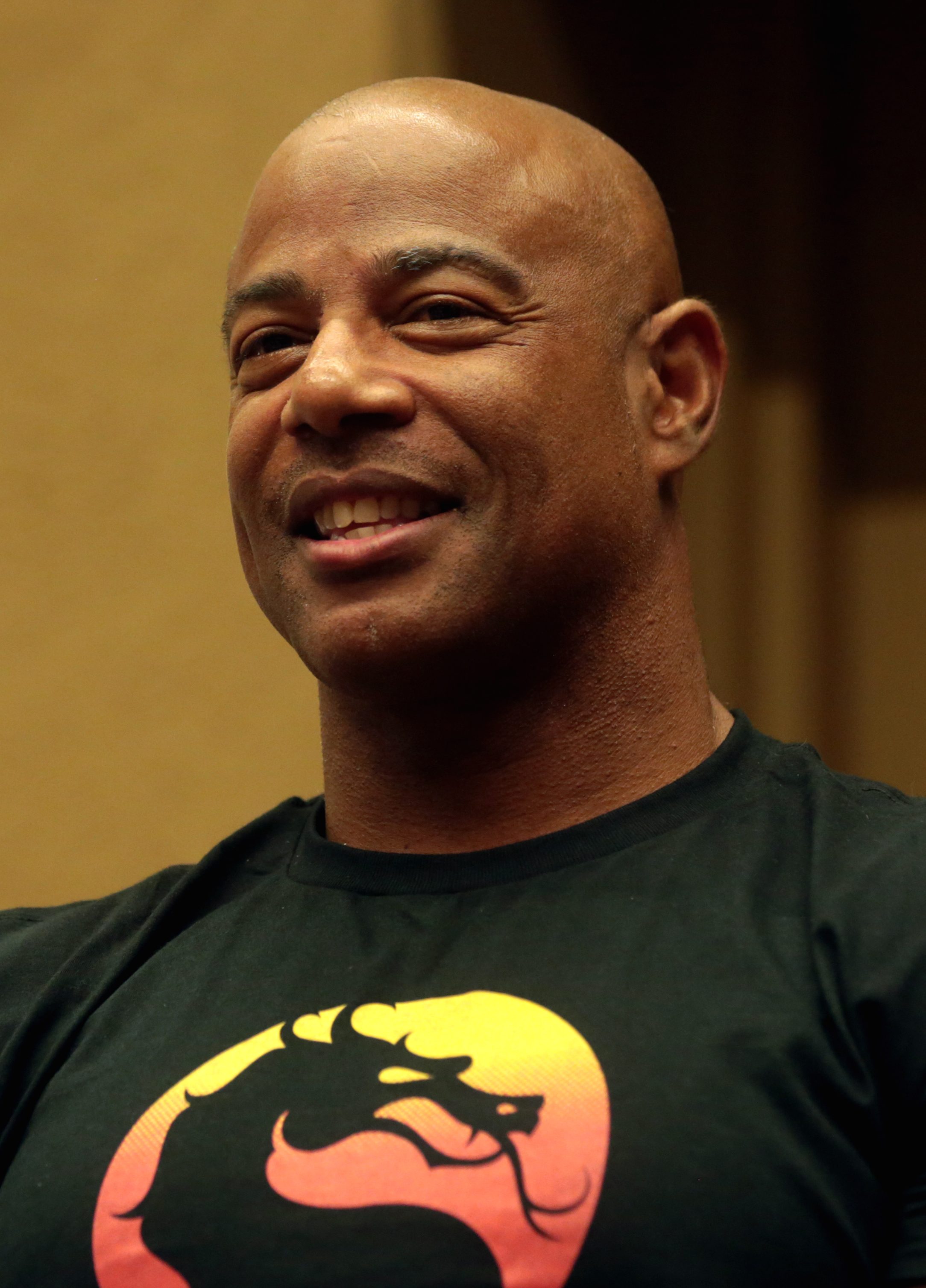
Джон Пэрриш в на мероприятии по случаю воссоединения команды Mortal Kombat, отмечавшей 25-летие серии в рамках выставки

Джакса разработчики первоначально хотели назвать Кёртисом Страйкером, и он должен был находиться в списке выбора бойцов первой игры 1992 года, обладая основной сюжетной линией преследования и задержания Кано на острове Шан Цзуна. Однако после реализации идеи, в соответствии с которой в игру был введён женский персонаж, а именно - Соня, унаследовавшая историю запланированного ранее бойца, Джакс остался невостребованным. Официально его добавили уже в Mortal Kombat II, причём переименовали из Страйкера в процессе разработки. Сыгранный бодибилдером Джоном Пэрришом (англ. John Parrish), Джакс изначально для игры рассматривался как кикбоксер, носивший шорты и повязку вокруг головы, однако такая концепция персонажа была отвергнута из-за потенциального сходства с Балрогом, боксёром из Street Fighter. Джакс впоследствии был экипирован жёлтыми кэйкоги с металлическими предплечьями, которые звенели при ударе. Оцифрованное игровое видео персонажа в костюме снималось в течение двух дней, причём во время съёмок Пэрриш случайно разорвал штаны. Проект был приостановлен разработчиками, поскольку они полагали, что персонаж не выглядел достаточно большим, таким образом Midway отозвали Пэрриша несколькими месяцами позже для повторной съёмки, на которую тот пришёл без рубашки в простых чёрных трико. Для Mortal Kombat 3 ему в течение шести часов рисовали бионические имплантаты Джакса на руках.
В ранних скриншотах игры Mortal Kombat 5 (которая позднее станет называться Deadly Alliance), опубликованных в 2001 году, в противостоянии со Скорпионом был замечен Джакс, носивший к тому времени костюм из MK3, однако в результате он получил полностью обновлённый дизайн с комплектом предметов на военную тематику, состоящим из красного берета, солнцезащитных очков и зелёных армейских брюк, в дополнение к пристёгнутому на груди бандольеру, и пистолету-пулемёту. Джакс носил зелёную бандану на голове в Mortal Kombat: Special Forces, в то время как в Mortal Kombat vs. DC Universe и перезагрузке 2011 года, он носил пару жетонов на шее. Джакс без рубашки так и прошёл полный цикл смены гардероба в файтингах серии Mortal Kombat, за исключением Mortal Kombat vs. DC Universe, где он уже полностью экипирован, ничем не прикрытыми остались только голова и лицо, а его бионика на руках украшена зелёными светодиодными фонарями.
В составе DLC для Mortal Kombat X представлены костюмы из оригинального фильма «Хищник». В частности, Джакс получил альтернативный наряд, который сделал его похожим на одного из главных героев, Джорджа Диллона. В том случае, если выбран именно такой костюм, то персонажа озвучивает актёр Карл Уэзерс, сыгравший роль Диллона.

#### Игровой процесс
Джакс часто рассматривался в качестве персонажа верхнего эшелона Mortal Kombat II. Согласно игровому рейтингу журнала GamePro, среди 12-и расположившихся на 4-х ступенях персонажей, 2-м за Милиной встал Джакс: «Трудно драться против умелого [игрока], который знает, как контролировать расстояние и успешно пользуется метательным снарядом». Согласно CU Amiga, Джакс был «лучшим универсальным персонажем», однако «не столь проворным на ногах, как [другие] персонажи». Sega Visions полагала, что у Джакса «была лучшая атака» в игре, в то время как «его медленное движение и менее мощный апперкот — его слабости». Согласно Total 64, Джакс в Mortal Kombat Trilogy «такой же, как и в MK3, что совсем неплохо. Лучший боец, который одинаково хорош как в воздухе, так и на земле».
Официальный гид Prima Games для Mortal Kombat: Armageddon оценил Джакса в целом 6 из 10 баллами как «пограничного персонажа низкоуровневого типа». По мнению Алекса Во из GameSpy, он признан «разносторонним» персонажем, однако его тонфой в качестве оружия в игре «не размахнуться», хотя он наилучшим образом использовал его как в дальнем, так и ближнем бою. Из официального руководства Prima Games к перезагрузке Mortal Kombat 2011 года следует, что Джакс, «в целом претерпел изменения с годами от оборонительной машины до атакующего», не показывая каких-либо особых преимуществ перед другими персонажами, но крайне неудобен, если играть против Шан Цзуна. Издатель также посчитал, что Джакс из MKII является одним из «самых дешёвых» персонажей серии Mortal Kombat, сославшись на его спецприёмы, такие как неблокируемый «Ground Pound» и «Quadruple Slam», в то же время полагая, что первая игра не имела подобных неблокируемых спецударов, однако «ряд разумных доводов был отброшен в сторону, когда пришла пора Mortal Kombat 2»[sic].

### В адаптациях

#### Кино и телевидение
Авторитет персонажа был незыблемым с момента его появления в серии Mortal Kombat, однако обстоятельства, при которых Джакс получил бионические протезы вместо рук, постоянно изменялись в альтернативных произведениях медиафраншизы. В 1995 году Джакс появляется на непродолжительное время в самом начале фильма «Смертельная битва», в котором сопровождает Соню в рейде по ночному клубу Гонконга с целью поймать Кано. Позднее он тщетно пытается отговорить оперативницу от дальнейшего преследования, когда преступник заманивает её на корабль Шан Цзуна. Джакса сыграл Грегори Маккинни (англ. Gregory McKinney), уже имевший достаточный военный опыт, ещё до того как стал актёром. В фильме имя персонажа ошибочно указывалось как «Jaxx» в заключительных титрах.
Джакс, роль которого исполнил бывший гладиатор из шоу «American Gladiators», Линн «Рэд» Уильямс, вернулся в сиквеле 1997 года «Смертельная битва 2: Истребление». Его впервые можно увидеть на операционном столе в медицинском учреждении с уже зафиксированными имплантатами («усилителями кибернетической силы»), а единственным указанием на воинское звание Джакса является эпизод, когда Сайракс обращается к нему как «майор Бриггс». Внутри импровизированной лаборатории он вместе с Соней отбивается от Сайракса, возглавлявшего один из карательных отрядов императора Шао Кана; потом они вступают в конфликт друг с другом из-за продолжительной скорби Сони о преждевременной смерти Джонни Кейджа и её отказе изложить Джаксу детали их миссии в Земном Царстве, в результате чего оба временно расходятся. В конце концов они воссоединяются с Лю Каном и Китаной и преуспевают в том, чтобы остановить Шао Кана, предотвратив разрушение Земли. Джакс имеет две дополнительные боевые сцены в фильме, сначала он избивает гигантского монстра, нападению которого подверглась Соня после того как убила Милину; во время финальной битвы Джакс снимает повреждённые имплантаты и заканчивает поединок с Мотаро голыми руками. Как только Джакс приходит на подмогу Соне, вместе им сразу удаётся справиться с Эрмаком и Нуб Сайботом.

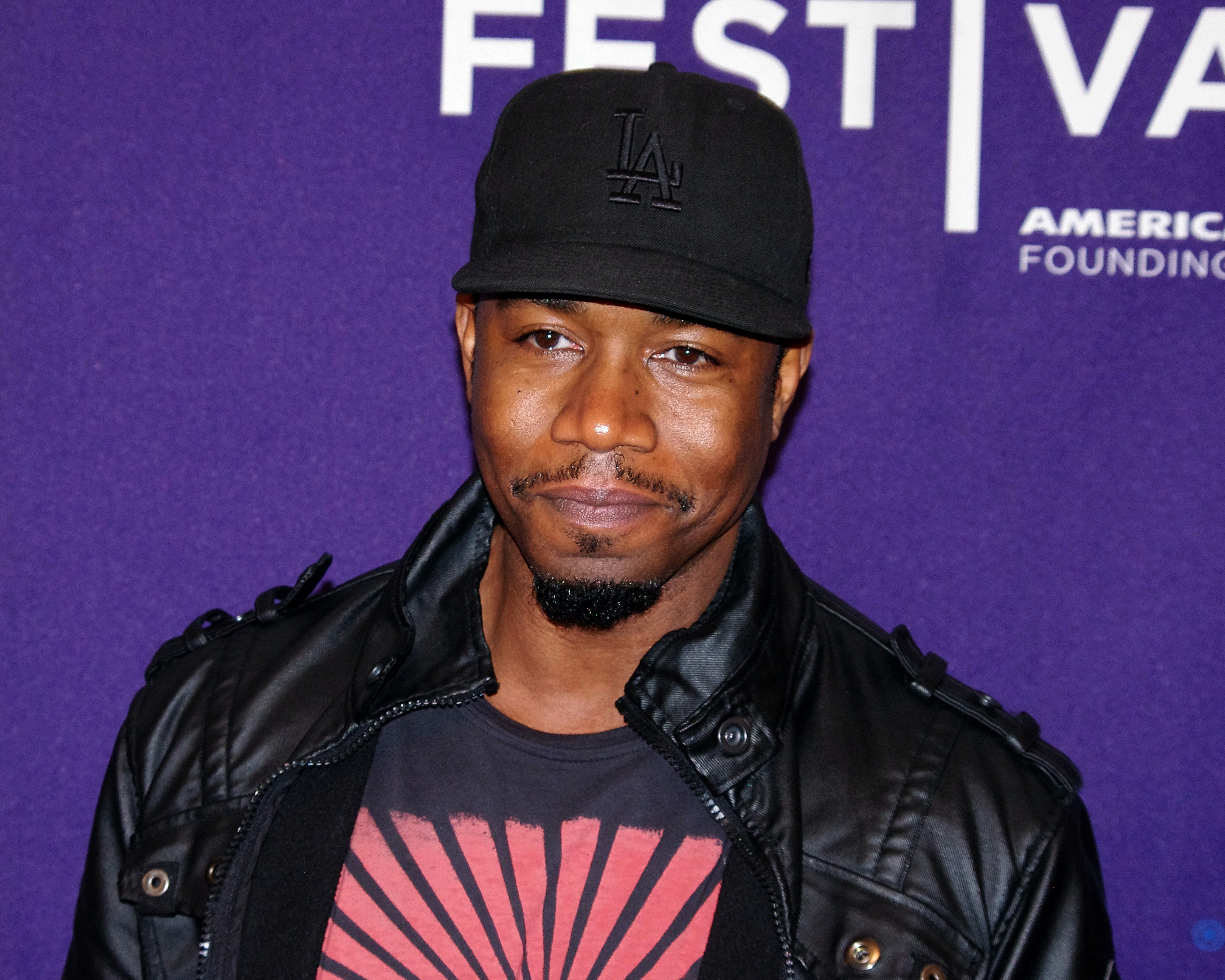
Майкл Джей Уайт, сыгравший Джакса у Кевина Танчароена, признавался, что большую часть времени любил играть за Шан Цзуна

Джакс, озвученный Дорианом Хэрвудом, был главным героем в мультсериале 1996 года «Смертельная битва: Защитники Земли», где показан уравновешенным персонажем, который постоянно находится в дружелюбном настроении. Его бионические усилители рук были съёмными и функционировали посредством набора контрольных чипов. В неканоническом сюжете одного из эпизодов мультсериала, Джакс имеет романтическую связь с женщиной-ниндзя Руби, которая, по поручению императора Шао Кана, пыталась заманить земных воинов во Внешний Мир.
В короткометражном фильме «Смертельная битва: Перерождение» 2010 года и веб-сериале «Смертельная битва: Наследие» 2011 года режиссёра Кевина Танчароена, роль Джакса, полицейского детектива вымышленного округа Дикон-Сити, исполнил Майкл Джей Уайт. В первом и втором эпизодах сериала, Джакс вместе со Страйкером возглавляют отряд SWAT, и проводят рейд с целью задержания Кано на складе «Чёрного Дракона», где преступники удерживали Соню в качестве заложницы. Джакс выбивает правый глаз у Кано в ходе возникшей драки. В конце концов руки самого Джакса были сильно повреждены после раздавшегося за кадром взрыва гранаты, когда он пытался спасти Соню. Майкл Джей Уайт в 2011 году сообщил в интервью MTV, что должен был сыграть Джакса ещё в первом фильме «Смертельная битва», но отказался для того, чтобы исполнить роль Майка Тайсона в биографическом фильме 1995 года от «HBO». Он снова рассматривался на роль спецназовца в продолжении «Смертельная битва 2: Истребление», прежде чем был отсеян в конечном итоге, а после заявлен на главную роль в фильме «Спаун».

#### Другие медиа и мерчандайзинг
Джакс также появился в театральном шоу 1995 года «Mortal Kombat: Live Tour», где его изображали Хаким Олстон (у которого была небольшая роль в первом фильме), Шах Олстон и Тайрон С. Уиггинс (Рейн во втором фильме). Наряду с Шан Цзуном, Эрмаком, Скорпионом и Райдэном, персонаж появился в анимационной короткометражной пародии «Mortal Kombat» 2014 года, выпущенной Comedy Central. Джакс переименован в Лероя Смакса (англ. Leroy Smax), анимационного персонажа, отказавшегося по телефону от предложения Яо Чжана (англ. Yao Zhang), предполагаемого Шан Цзуна, соревноваться в секретном подпольном турнире, причём сам он, оснащённый бионическими руками, сидит дома в нижнем белье и играет в видеоигру.
Игрушечная фигурка Джакса была выпущена Toy Island в 1996 году как часть коллекционного ряда персонажей Mortal Kombat Trilogy. Он и Рептилия были в изготовленном Jazwares наборе «X-Ray», состоящим из двух шестидюймовых фигурок с прозрачными верхними частями тела, который относился к перезагрузке 2011 года. Компания также выпустила четырёхдюймовую фигурку Джакса в 2012 году, упакованную вместе с пистолетом-пулемётом Uzi (которого не было в игре), но её производство было прекращено через несколько месяцев. Джакс был одним из двадцати персонажей серии, размещённых на коллекционных магнитах размером 2,5" x 3,5", выпускаемых Ata-Boy Wholesale в 2011 году.

## Критика
Персонаж получил положительный приём, главным образом за его дизайн из Mortal Kombat 3 и более поздних версий. Джакс занял 10-е место в рейтинге UGO, представившим в 2012 году 50 лучших персонажей серии Mortal Kombat. Den of Geek поставили персонажа на 32-е место в их рейтинге 2015 года всех персонажей серии, которые «адски круты… суперсильные армейские чуваки». Энтони Северино из Game Revolution определил Джакса на 7-е место в своей подборке 10-и олдскульных персонажей Mortal Kombat, а Армандо Родригес на сайте 411mania.com отметил Джакса 7-м в своём списке 10-и любимых персонажей Mortal Kombat. Cheat Code Central перечислил Джакса в числе 8-и лучших персонажей Mortal Kombat, называя эволюцию его дизайна начиная с MK3 «наглядной иллюстрацией безграничного воображения команды Mortal Kombat». При этом GameFront назвал его «персонажем никого не волнующим», в то время как Game Rant поставил его на 10-е место в списке 10-и самых потрясающих персонажей Mortal Kombat, называя его спецприёмы «Gotcha Grab» и «Air Back Breaker» из Mortal Kombat II двумя «наиболее удовлетворяющими движениями из оригинальной трилогии», они описали его дизайн в игре как «третьесортную звезду WWE в обтягивающих штанах из лайкры». Ши Серрано из Grantland указал Джакса последним 12-м в рейтинге, приуроченном к 20-летию выхода Mortal Kombat II: «Что за чушь … Он, как предполагалось, был милитаризованным братком, однако сделал ровно ноль для чертовски крутого вояки». Дастин Томас из Destructoid упомянул версию Джакса из MKII последней в списке 2014 года 5-и худших персонажей серии, а ссылаясь на его кибернетические руки как на единственную отличительную черту, отметил, к тому же, что персонаж выглядит как «обычный чёрный парень с усами и мускулатурой». Джакс стал 26-м величайшим персонажем всех времён в онлайн-опросе 2013 года, проведённого Dorkly, который оценивал весь играбельный список Mortal Kombat, хотя никогда не проходил дальше второго раунда «Supreme Mortal Kombat Champion», ежегодного опроса фанатов, проводимого Mortal Kombat Online.

### Завершающие движения
Реакция на добивания Джакса была достаточно неоднозначной. За его «Arm Rip» из Mortal Kombat II в 1995 году проголосовали читатели GamePro как лучшее завершающее движение Mortal Kombat. IGN в 2006 году назвала его десятым лучшим эффектом графического насилия в истории видеоигр, а Дастин Томас назвал этого персонажа «единственным качественно подкупающим» в MKII. Complex оценил его добивание «Head Clap» из игры как четырнадцатое лучшее завершающее движение в серии: «Джакс сделал с головами оппонентов то, что Галлахер делает с арбузами». Его «Giant Stomp» из Mortal Kombat 3, в котором он вырастает за экраном до гигантского роста, а затем сокрушает своего оппонента ногой, был включён в рейтинг IGN за 2010 год «Unofficial Top 10 List» лучших добивающих серии, однако вошёл в список GamePro 2008 года 12-и никудышных добиваний: «Если у вас есть способность вырасти до 200 футов высотой, вы должны, наверное, раскрыть это в начале боя, а не в конце». Брайан Нелмс из GameSkinny выделил среди серии его «смешные до абсурда добивания», в то время как Джеймс До из Earth-2.net определил Джакса 7-м в своём списке 2011 года 20-и некудушных добиваний серии: «Если он может произвольно увеличить свой рост до таких гигантских размеров, тогда почему во имя Фудзина этот парень не способен вчистую выиграть турнир за две минуты?» Game Informer отметил «Arm Rip» среди отсмотренных ими добиваний, а вот «Giant Stomp» посчитал «наиболее неловким». Си Джей Смайли из Game Rant определил 9-м лучшим добиванием его «Three Points» из перезагрузки Mortal Kombat 2011 года. «Это просто, это выглядит невероятно жестоким, да ещё и креативным в придачу. Что ещё вам нужно?» В 2014 году ни одно из его завершающих движений не было опубликованным Prima Games в их подборке из 50-и добиваний серии. Кевин Вонг из WhatCulture назвал его «T-Wrecks» в Mortal Kombat X главным «отвратительным» добиванием этой игры («Джакс… зажигает сигару, разрывает лицо оппонента вдоль челюсти, и гасит окурок своей сигары в кровоточащей ране рта. Это не становится более чем унизительным и омерзительным»), и это возглавило выбор ScrewAttack из 5-и самых «маскулинных» добиваний в игре.
Джакс вызвал негативное отношение к себе из-за окончания Mortal Kombat 4. Cracked включил его в свою подборку 2013 года «6 Video Game Endings That Are Clearly F#@%ing With Us», акцентируя внимание на том, что Джарек умолял пощадить его, когда Джакс подвесил того над обрывом скалы: «Далее следует один из самых глупых обменов [любезностями], которые я могу припомнить в видеоигре… Трудно выразить словами, насколько плохо это обыграно». В 2010 году 4thletter.net привёл список окончаний MK4, на примере окончания Джакса в версии Nintendo 64, в числе «Десяти нелепиц, происходящих в Mortal Kombat», и занял 19-ю позицию в их обратном рейтинге «Топ-200 окончаний в играх-файтингах» 2013 года. «Джакс безусловно имеет приоритет, тем более, что это дополняет окончание Джарека, которое является своего рода продолжением окончания Сони… Это так чертовски красиво». Роберт Найтор из Hardcore Gaming 101 заметил: «Не каждое окончание [в игре] пригодно для такого уровня мастерства в письменной форме». Smosh определил его среди шести наихудших окончаний в истории видеоигр. Dorkly провёл опрос читателей в 2015 году под названием «Конец этой самой худшей видеоигры Mortal Kombat 4 закончится КОГДА-НИБУДЬ?», комментируя: «Там так много всего — странные, неловкие движения, неожиданные изменения угла наклона камеры, божественное озвучивание… [и] причудливая мелодрама».

### Образ и характеристика
Complex отмечал Джакса среди 50-и величайших солдат в видеоиграх, разместив его 47-м в 2013 году. WatchMojo.com в 2015 году поставил его на 6-е место в рейтинге десяти киборгов из видеоигр: «Хотя на первый взгляд выбрать можно было Сектора или Сайракса [представляющих MK], Джакс — единственный киборг, который буквально может заставить землю дрожать, ударяя её». Меган Мэри из Game Informer в 2009 году назвала его в числе «самых больших бифштексов» в видеоиграх, наряду с такими, как Дюк Нюкем и Кратос. В 2008 году, посвящённому стереотипам афро-американских персонажей в видеоиграх, The Escapist раскритиковал «нелепые» атрибуты чёрных персонажей из «жестоких» игр-файтингов, ссылаясь в качестве примера на спецприёмы Джакса «Machine Gun» (из Deadly Alliance и MK vs. DC Universe) и Ти Джея Комбо «Target Practice», завершающее действие в Killer Instinct 2, в котором он вытаскивает пистолет и смертельно ранит соперника.
Кен Бегг из Jabootu’s Bad Movie Dimension похвалил образ Джакса в первом фильме, в котором он «говорил и действовал как… высококвалифицированный и хорошо образованный тактический полицейский», но раскритиковал его в сиквеле как «стереотипного уличного чернокожего», полагая при этом, что сцена, в которой Соня раздражённо выясняет отношения с Джаксом, относительно их миссии в Земном Царстве «могла легко быть рассмотрена как обмен [любезностями] между аудиторией и сценаристами». Эрик Снайдер из Film.com сказал об игре Линна «Рэда» Уильямса в фильме «Смертельная битва 2: Истребление»: «Поскольку он — чёрный парень, фильм обязывает его говорить вещи, типа „Вот о чём я говорю!“ и „Давай сделаем это!“» Блэр Марнелл из CraveOnline высоко оценил игру Майкла Джей Уайта в первом эпизоде «Смертельная битва: Наследие»: «Уайт действительно привнёс частичку Джакса… именно такого Джакса, который подкупает меня в качестве главного героя, а ещё он гей», а Рэнди Шаффер из IGN отмечал: «Майкл Джей Уайт делает то, что умеет лучше всего — всерьёз кому-то навалять».